# Hjælp Sarajevos Børn
Hjælp Sarajevos Børn (HSB) er en non-profit humanitær forening, der drives af frivillige. Foreningen yder humanitær hjælp til udsatte børn og deres familier i Bosnien-Hercegovina. 
HSB blev stiftet i 1992, da krigen brød ud i Bosnien, og har siden ydet humanitær støtte til særligt udsatte familier i det krigsramte land. I 1993 blev den første transport til Sarajevo gennemført, og HSB har siden da gennemført et stort antal transporter, både under og efter krigen. Hjælpen består primært af madvarer, tøj og medicin.
Foreningens økonomi og drift er baseret på medlemskontingenter, donationer fra privatpersoner og offentlige tildelinger.